# Taphrina flavorubra
Taphrina flavorubra är en svampart som beskrevs av W.W. Ray 1939. Taphrina flavorubra ingår i släktet Taphrina och familjen häxkvastsvampar.   Inga underarter finns listade i Catalogue of Life.